# Илустровано Време (часопис)
Илустровано Време био је један од најпопуларнијих илустрованих часописа који су излазили у Србији у периоду између два светска рата. Излазио је током 1930. и 1931. године.

## Историја
Часопис Илустровано Време објављиван је током 1930. и 1931. године. Излазио је једном недељно, суботом. Први број изашао је 1. марта 1930. а последњи 10. октобра 1931. године. Издавало га је Штампарско-издавачко предузеће „Време”, исто предузеће које је издавало и дневне новине Време.
На крају прве године излажења редакција је понудила читаоцима укоричени комплет свих бројева за 1930. годину, у платненом или кожном повезу.

### Књижевни конкурси
Редакција Илустрованог Времена организовала је и књижевне конкурсе.
- Већ у првом броју објављен је први књижевни конкурс за најбољу причу „којој је аутор дама”. Награде су биле: прва — златни женски сат „с емаљом”, друга — новчана награда од 500 дин (поређења ради, цена комплета свих бројева за целу 1930. годину у кожном повезу била је 360 дин)[3] и трећа — бесплатни лист за годину дана[7]

Имена чланова жирија објављена су у 5. броју од 29. марта 1930. Жири су чинили:
- - Зора Караџић, професор,
  - Бранислав Нушић, књижевник,
  - Светислав Петровић, професор и
  - Тодор Манојловић, књижевник и главни уредник часописа.
- Крајем године објављен је још један књижевни конкурс, овога пута Божићни конкурс за ученике виших разреда гимназије за најбољи књижевни састав (причу, новелу или путопис).[3]

## Дигитализација
На сајту Дигитална Библиотека града Београда могу се наћи дигитализовани готово сви бројеви овог часописа.
- Изложба поводом 150 година од објављивања првог илустрованог часописа штампаног у Београду (1866), у Библиотеци града Београда